# Addio (album Raige)
Addio è il terzo album in studio del rapper italiano Raige, pubblicato il 2 maggio 2012 dalla The Saifam Group.

## Tracce
1. Sensi di colpa – 3:15
2. Vanno e vengono – 3:19
3. Addio – 3:32
4. Cent'anni di solitudine – 3:06
5. Fuori (feat. DJ Tsura) – 3:29
6. Non è una gara – 3:09
7. Supereroe – 2:55
8. Turbo (feat. Enigma, Salmo & DJ Slait) – 4:25
9. La madre dell'odio – 3:33
10. Ogni mezzo necessario (feat. Ensi & Attila) – 3:59
11. Su di me – 3:13
12. Mille volte ancora – 4:15
13. Il meglio qua – 3:12
14. Comuni mortali (feat. Rayden) – 3:18
15. Niente, nessuno – 2:04